# Amenophia pulchella
Amenophia pulchella är en kräftdjursart som beskrevs av Sars 1906. Amenophia pulchella ingår i släktet Amenophia och familjen Thalestridae. Arten har ej påträffats i Sverige. Inga underarter finns listade i Catalogue of Life.